# سوالف أم هلال (مسلسل)
سوالف أم هلال مسلسل بحريني كوميدي اجتماعي أخرجه المصري محي الدين جلال في الجزء الأول والثاني وفي الثالث أخرجه المخرج البحريني أمير الشايب، من تأليف وسيناريو وحوار عيسى الحمر. عرض في 3 أجزاء على مدار 3 سنوات (1988، 1989، 1990) من بطولة محمد عواد وسلوى بخيت وجاسم شريدة وجاسم الصايغ.
الحلقات تكون غير متواصلة وتكون الشخصيات الرئيسية دورهم لا يتغير لكن المشتركين تتغير أدوارهم. تدور أحداث المسلسل حول عائلة بسيطة يعمل ربا البيت مرزوق ومرزوقة (أم هلال وأبو هلال) (سلوى بخيت، ومحمد عواد) في تجارة الحلوى البحرينية يعيشان مع أبنائهما هلال (جاسم الصايغ) ولطيفة (نجلاء بطي) وسلوى (شفيقة يوسف) التي يتزوجها الباز (جاسم شريدة)، ودائما ما تتورط أم هلال في مشاكل عديدة بسبب أفكارها ثم تدفع ثمن أفكارها في نهاية الحلقة.

## مسابقة المسلسل
كانت فكرة المسلسل عبارة عن حادثة تصل إلى النهاية إلى أن تقول أم هلال المثل المتعلق بالحدث لكن تقول نصفه ولا تكمله فتقول ((كملوا أنتو المثل))، لذلك كانت حوادث حلقات المسلسل متقطعة وليست متواصلة لكي كل مرة يعرض مثل جديد. أقيمت هذه المسابقة في الجزئين الأول والثاني، لكنها توقفت في الجزء الثال واستبدلت بقصص ويوميات أم هلال بحلقات متقطعة.

## الشخصيات
| الشخصية                   | ممثل الشخصية     | الظهور               | الصفات |
| ------------------------- | ---------------- | -------------------- | --- |
| أم هلال-مرزوقة ربة الأسرة | سلوى بخيت        | كل الأجزاء           | قوية الشخصية، دائما تتورط في مشاكل بسبب أفكارها                                                             |
| أبو هلال-مرزوق رب الأسرة  | محمد عواد        | كل الأجزاء           | دائم التورط في مشاكل زوجته مرزوقة                                                                           |
| هلال الابن الأكبر         | جاسم الصايغ      | كل الأجزاء           | ساذج، يفكر بطفولة                                                                                           |
| سلوى البنت الكبرى         | شفيقة يوسف       | كل الأجزاء           | طيبة ومفكرة تنزعج من أفكار أسرتها وزوجها الباز بعض الأحيان                                                  |
| لطيفة البنت الصغرى        | نجلاء بطي        | كل الأجزاء           | مساعدة لأمها، تحب التمثيل، تكره الزواج ولكن تتزوج في الجزء الثالث                                           |
| الباز                     | جاسم شريده       | كل الأجزاء           | ميكانيكي دون خبرة تستشيره أم هلال دائما ليشجعها على أفكارها !قوله المشهور:((انه الباز اللي كلامه ما ينداس)) |
| بوعزوز-بن الأشقر          | سعد البوعينين    | كل الأجزاء           | صديق ومساعد بو وردة في الجزء الثاني، صاحب محل صغير للأغذية وأشياء أخرى                                      |
| سعد بو وردة               | إبراهيم البنكي   | الجزء الثاني         | الرجل الحقود على أم هلال وحاسد على ماتفعله أو تفكر فيه                                                      |
| ربيعة                     | أحمد عيسى        | الجزء الثاني والثالث | يعمل بوظيفة حمالي في السوق                                                                                  |
| أم عليوي صديقة أم هلال    | عبد العزيز النمش | الجزء الثالث         | شخصية أم عليوي كشخصياتها في كل المسرحيات والمسلسلات التي مثلها النمش بدورها                                 |

## الفرق بين الأجزاء
أنتج الجزء الأول في 1988، وكان فيه التصوير غير واضح، لكن نجح المسلسل نجاحًا كبيرًا، لدرجة أن سلوى بخيت عند زيارتها لأحد المدارس وقع عليها الأطفال كالجيش حتى أوقعوها أرضًا وخنقوها.
شجع ذلك الأمر إنتاج جزء آخر والذي لم يتغير فيه أي شيء لكن التصوير كان أوضح وأضيفت شخصيتي بوردة وبوعزوز في 1989، وكان كلا الجزئين الأول والثاني يحملان في نهاية الحلقة مثلًا من الأمثال الشعبية.
أما عن الجزء الثالث الذي صدر في 1990 فكان مختلفًا عن سابقيه، حيث لم يكن يحتوي على أمثال بل قصص ويوميات لعائلة أم هلال، وأضيفت شخصيات عديدة كأم عليوي.

## أم هلال في القاهرة
أم هلال في القاهرة هو مسلسل بحريني عرض في 1995 من إخراج محي الدين جلال وأنتج في مصر من بطولة سلوى بخيت ومحمد عواد.
حكاية المسلسل مثل الجزء الثالث من سوالف أم هلال، حيث يعرض يوميات أم هلال في مصر، ولكن لسبب غير معروف توقف العمل عن المسلسل بعد عرضه الحلقات الأولى، وأصبح المسلسل من النوادر.
في عام 2021 عرضت حلقات المسلسل المعروضة وغير المعروضة على قناة البحرين لوّل قبل إغلاقها.